# Usūl al-fiqh
Als Usūl al-fiqh (arabisch اصول الفقه, DMG Uṣūl al-fiqh ‚Wurzeln des Verstehens‘) wird im islamischen Wissenschaftssystem diejenige Disziplin bezeichnet, die sich mit den Quellen und methodischen Grundlagen der Normenfindung (Fiqh) befasst. Die Usūl al-fiqh stehen hierbei den Furūʿ al-fiqh ("Zweige des Verstehens, Rechtsanwendungen") gegenüber, womit die analytische und madhabspezifische Erörterung der Rechtsnormen im Bereich der gottesdienstlichen Handlungen (ʿIbādāt) und der zwischenmenschlichen Beziehungen (muʿāmalāt) im sozialen Zusammenleben gemeint sind. Ein Spezialist auf dem Gebiet der Usūl al-fiqh wird als Usūlī (اصولي, DMG uṣūlī) bezeichnet.
Zwar bilden genaugenommen Usūl al-fiqh und Furūʿ al-fiqh die beiden Teilbereiche der islamischen Rechtswissenschaft, doch wird Usūl al-fiqh meist als eine eigenständige Disziplin neben Fiqh genannt. Hinsichtlich des Verhältnisses zwischen den beiden Disziplinen gab es die Auffassung, dass Fiqh das Ergebnis von Usūl al-fiqh darstellt.
Bis heute gehören die Usūl al-Fiqh zum Kernbestandteil der Ausbildung in islamischen Hochschulen des Madrasa- und Hawza-Typus. Sie gelten als die wichtigste wissenschaftliche Disziplin in der Ausbildung eines Mudschtahid.

## Gegenstandsbereich der Usūl al-fiqh
Allgemein wird angenommen, dass es im Islam vier kanonische Quellen der Normenfindung gibt, nämlich den Koran, die Sunna des Propheten, den Konsens (Idschmāʿ) und den Analogieschluss (Qiyās). Dementsprechend befasst sich die Wissenschaft von den Usūl al-fiqh besonders intensiv mit theoretischen und methodischen Konzepten, die diese vier Rechtsquellen betreffen. Hierzu gehören die Prinzipien der juristischen Texthermeneutik, die Bewertung und Beweiskraft der Hadithe, die als die Dokumentation der Sunna gelten, methodische Fragen des Idschmāʿ und Qiyās, die Abrogrationslehre sowie das Verhältnis der Verdeutlichung (bayān) zwischen Koran und Sunna. Die Texthermeneutik fächert sich noch einmal in verschiedene Teilbereiche auf und behandelt auch die Frage, wann bei einem Text die eigentliche Bedeutung, und wann die übertragene Bedeutung zugrunde gelegt werden muss.
Daneben existiert je nach Lehrrichtung noch eine ganze Anzahl anderer Methoden der Normenfindung wie "Billigkeitserwägung" (istiḥsān), "Orientierung am Gemeinwohl" (istiṣlāḥ), "Versperren der Mittel (zum Verbotenen)" (sadd aḏ-ḏarāʾiʿ), "Annahme von Kontinuität" (istiṣḥāb), Berücksichtigung von "Gewohnheitsrecht" (ʿUrf) und das "Abwägen" (Tardschīh) von Beweisen. Einige der späteren Autoren fassen diese sekundären Methoden der Normenfindung unter der Kategorie istidlāl ("Aufschluss-Suche") zusammen und betrachten sie als fünfte Rechtsquelle. Weitere wichtige Themenfelder, die zu den Usūl al-fiqh gehören, sind die verschiedenen Bewertungskategorien (aḥkām) von Handlungen und die Frage der Verbindlichkeit von Idschtihād und Taqlīd.
Schon verschiedene muslimische Gelehrte der vormodernen Zeit haben festgestellt, dass Usūl al-fiqh eigentlich ein Konglomerat verschiedener anderer Wissenschaften darstellt. So trug der ägyptische Gelehrten Muhammad ibn Bahādur az-Zarkaschī (gest. 1392) in seinem einschlägigen Werk al-Bahr al-Muhīt die Auffassung vor, dass Usūl al-fiqh fast nichts enthalte, das nicht aus dem Kalām, der arabischen Grammatik oder der Hadith-Wissenschaft ableitbar sei. Der einzig genuine Bereich dieser Wissenschaft sei, wenn überhaupt, die Behandlung von Idschtihād, Idschmāʿ, Qiyās und innerem Widerspruch (taʿāruḍ). Aber auch einige dieser Themen gehörten eigentlich anderen Wissenschaften zu wie Usūl ad-dīn ("Grundlagen der Religion") und Fiqh.
Ein Thema, das zunächst als Teilbereich der Usūl al-fiqh galt, sich dann aber zu einer eigenständigen Rechtsdisziplin entwickelte, sind die sogenannten Rechtsmaximen (qawāʿid fiqhīya). Einer der ersten Gelehrten, der ein eigenständiges Werk zu dieser Disziplin abfasste, war der ägyptische Schafiit Ibn ʿAbd as-Salām as-Sulamī (gest. 1262) mit seinen al-Qawāʿid al-kubrā.

## Geschichte

### Anfänge
Der irakische Gelehrte al-Chatīb al-Baghdādī (gest. 1071) schreibt dem hanafitischen Juristen Abū Yūsuf (gest. 798) das Verdienst zu, der erste gewesen zu sein, der Bücher zu den Usūl al-fiqh abfasste. Auch von Muhammad asch-Schaibānī (gest. 805), einem Schüler von Abū Hanīfa und Abū Yūsuf, wird ein "Buch über Usūl al-fiqh" (Kitāb Uṣūl al-fiqh) erwähnt. Da sich von den genannten Büchern aber nichts erhalten hat, kann nicht sicher gesagt werden, ob die beiden hanafitischen Autoren den Ausdruck Usūl al-fiqh selber schon verwendet haben oder ihre Bücher erst nachträglich dieser Disziplin zugeordnet wurden. In den Kreisen der Schafiiten, Hanbaliten und Malikiten galt später asch-Schāfiʿī (gest. 820) mit seiner Risāla als der eigentliche Begründer der Usūl al-fiqh. Asch-Schāfiʿī behandelt zwar in dem genannten Werk dasjenige Themenfeld, das später unter diesem Ausdruck subsumiert wurde, doch verwendet er den Ausdruck Usūl al-fiqh nicht selbst.
Terminologische Bedeutung erhielt der Begriff Usūl al-fiqh erst ab der Mitte des 10. Jahrhunderts, als die Hanafiten Ahmad asch-Schāschī (gest. 955), Ahmad al-Dschassās (gest. 980) und Abū Zaid ad-Dabūsī (gest. 1039) Spezialwerke dazu abfassten.

### Die theologische Usūl-al-fiqh-Tradition
Während die hanafitische Tradition der Usūl al-fiqh, die in dem betreffenden Werk von al-Bazdawī (gest. 1089) ihren Höhepunkt erreichte, eher an den praktischen Rechtsanwendungen orientiert war, bildete sich um die Wende zum 11. Jahrhundert in muʿtazilitischen Kreisen eine neue Tradition der Usūl al-fiqh heraus, die sich eher am Kalām und an der Logik orientierte und die betreffenden Prinzipien entsprechend abstrakt behandelte. Ein besonders wichtiges Thema dieser theologischen Usūl-al-fiqh-Literatur ist der Taklīf ("Belastung"), die Frage, warum Gott den Menschen bestimmte Pflichten auferlegt hat und wie der Mensch zu dem Wissen über diese Pflichten gelangt.
Bücher, die zu dieser theologischen Usūl-al-fiqh-Tradition gehören, sind at-Taqrīb wa-l-Iršād des Aschʿariten al-Bāqillānī (gest. 1013) und das Kitāb al-Muʿtamad des Muʿtaziliten Abū l-Husain al-Basrī (gest. 1044). Abū l-Husain al-Basrī sah aber die Gefahr einer Vermischung der beiden Disziplinen und grenzte deswegen in seinem Buch die Usūl al-fiqh als eigenes Themenfeld ausdrücklich gegenüber dem Kalām ab. Imām al-Harmain al-Dschuwainī (gest. 1085) verfasste mit seinem Buch al-Burhān ein Usūl-al-fiqh-Werk auf aschʿaritischer Grundlage, setzte sich darin allerdings sehr kritisch mit einigen Lehren Abū Hasan al-Aschʿarīs auseinander.

### Die Usūl-al-fiqh-Literatur der verschiedenen Rechtsschulen
Im 11. Jahrhundert bildete sich auch in der schāfiʿitischen Rechtsschule eine eigene Usūl-al-fiqh-Literatur heraus. Die Stiftungsurkunde der 1065 in Bagdad errichteten Nizamiyya sah explizit vor, dass alle Dozenten dieser Madrasa Vertreter der schāfiʿitischen Usūl-al-fiqh-Tradition sein mussten. Zu den frühesten Werken, die dieser Tradition zuzuordnen sind, gehören das 1058 abgefasste Buch al-Lumaʿ fī uṣūl al-fiqh von Abū Ishāq asch-Schīrāzī (gest. 1083) und Qawāṭiʿ al-adilla von Mansūr ibn Muhammad as-Samʿānī (gest. 1096). Beide Autoren grenzten sich in ihren Werken stark von der Kalām-orientierten Usūl-al-fiqh-Literatur ab. Weniger scharf war die Abgrenzung gegenüber dem Kalām in den Werken der Schāfiʿiten al-Ghazālī (gest. 1111) und al-Āmidī (gest. 1233). Al-Ghazālī erklärte in seinem Buch al-Mustaṣfā min ʿilm al-uṣūl ("Das Ausgewählte aus der Wissenschaft der Usūl"), dass frühere Werke zu den Usūl-al-fiqh je nach Interesse ihrer Verfasser stark mit Fragen von Kalām, Fiqh oder Grammatik durchmischt seien und er sein Werk auch nicht ganz frei von dieser Durchmischung halten könne, sich dabei aber auf das Nützliche beschränken wolle.
Bedeutende Usūl-al-fiqh-Werke der hanbalitischen Lehrrichtung sind das Kitāb al-Wāḍiḥ fī uṣūl al-fiqh von Ibn ʿAqīl (gest. 1119) und Iʿlām al-muwaqqiʿīn ʿan rabb al-ʿālamīn von Ibn Qaiyim al-Dschauzīya (gest. 1350). Ersteres enthält auch ein Kapitel über Dialektik.
Ab dem 12. Jahrhundert haben sich auch zahlreiche zwölfer-schiitische Gelehrte mit den Usūl al-fiqh befasst und dazu eigene Werke verfasst. Besonders bekannt geworden ist das Buch Mabādiʾ al-wuṣūl ilā ʿilm al-uṣūl (‚Prinzipien zur Erlangung der Wissenschaft von den Usūl‘) von Dschamāl ad-Dīn al-Hillī (gest. 1325). Gegen den Rationalismus der Usūl-Gelehrten bildete sich in der Zwölfer-Schia im 17. Jahrhundert jedoch eine traditionalistische Reaktion. Die beiden Gruppen der Rationalisten (Usūlīs) und Traditionalisten (Achbārīs) rangen im 18. und frühen 19. Jahrhundert um Einfluss, bis in der zweiten Hälfte des 19. Jahrhunderts die Usūlīs endgültig den Sieg davon trugen und die Achbārīs an den Rand drängten.

### 20. Jahrhundert
Verschiedene muslimische Reform-Denker haben im 20. Jahrhundert versucht, aus den Usūl al-Fiqh ein Instrumentarium zur Modernisierung des Islams zu schöpfen. Hierbei griffen sie insbesondere auf utilitaristische Rechtskonzepte zurück, wie zum Nadschm ad-Dīn at-Tūfīs Konzept vom Allgemeinwohl (maṣlaḥa) oder die fünf per Analogieschluss aus der Scharia ableitbaren Universalien (Leben, Religion, Familie, Vernunft und Eigentum), die zwingend notwendig sein und die eigentlichen "Zwecke der Scharia" (maqāṣid aš-šarīʿa) bilden sollen.